# Juvenilismo
En apretada síntesis, el juvenilismo es una creencia que acentúa el papel clave que juegan y deben cumplir las nuevas generaciones o los jóvenes y sus movimientos dentro del escenario mundial o situacional. Se trata de un papel plasmado a nivel teórico o verificable en el campo de la acción, que le es atribuido a la juventud por sí misma o ante una declarada marginación histórica experimentada por ese sector etario y otros segmentos excluidos de la humanidad: desde la mujer y el trabajador hasta las minorías étnicas y los países periféricos. Todos estos sujetos poseen también sus respectivas reivindicaciones identitarias por parte del feminismo, el obrerismo, el indigenismo, el tercermundismo o el conservacionismo, cuando nos estamos refiriendo a la naturaleza como una entidad sustantiva del universo físico, pasible a su vez de expoliación.
Sin remontarse a períodos embrionarios, un breve repaso de la literatura orgánica en torno al juvenilismo aparece con apreciable centralidad en un puñado de heterogéneos voceros y expresiones culturales ‒clásicas o renovadas‒, como las que en América Latina han dado a conocer desde José Enrique Rodó, José Ingenieros y Alfredo Palacios a Ernesto Guevara o Hugo Chávez Frías, mientras que en Europa puede citarse a Émile Zola, Romain Rolland, Walter Benjamin, Ortega y Gasset, o Herbert Marcuse y Stéphane Hessel.
En el plano de las manifestaciones colectivas se encuentran afines al juvenilismo distintas manifestaciones de la bohemia, el modernismo, la Reforma universitaria, la contestación de los años 60, la posmodernidad y la alterglobalización.